# Цифрові артефакти
Цифрові́ артефа́кти (англ. digital artifacts) —
в інформатиці —
будь-яка небажана зміна даних, привнесена в цифровий процес залученою технікою чи технологією.
У цифровій фотографії артефакт — це будь-яка небажана зміна цифрового зображення, спричинена оптикою (оптичний артефакт), або сенсором чи внутрішніми алгоритмами обробки зображення камери (цифровий артефакт).

## Типи цифрових артефактів

### За причиною виникнення

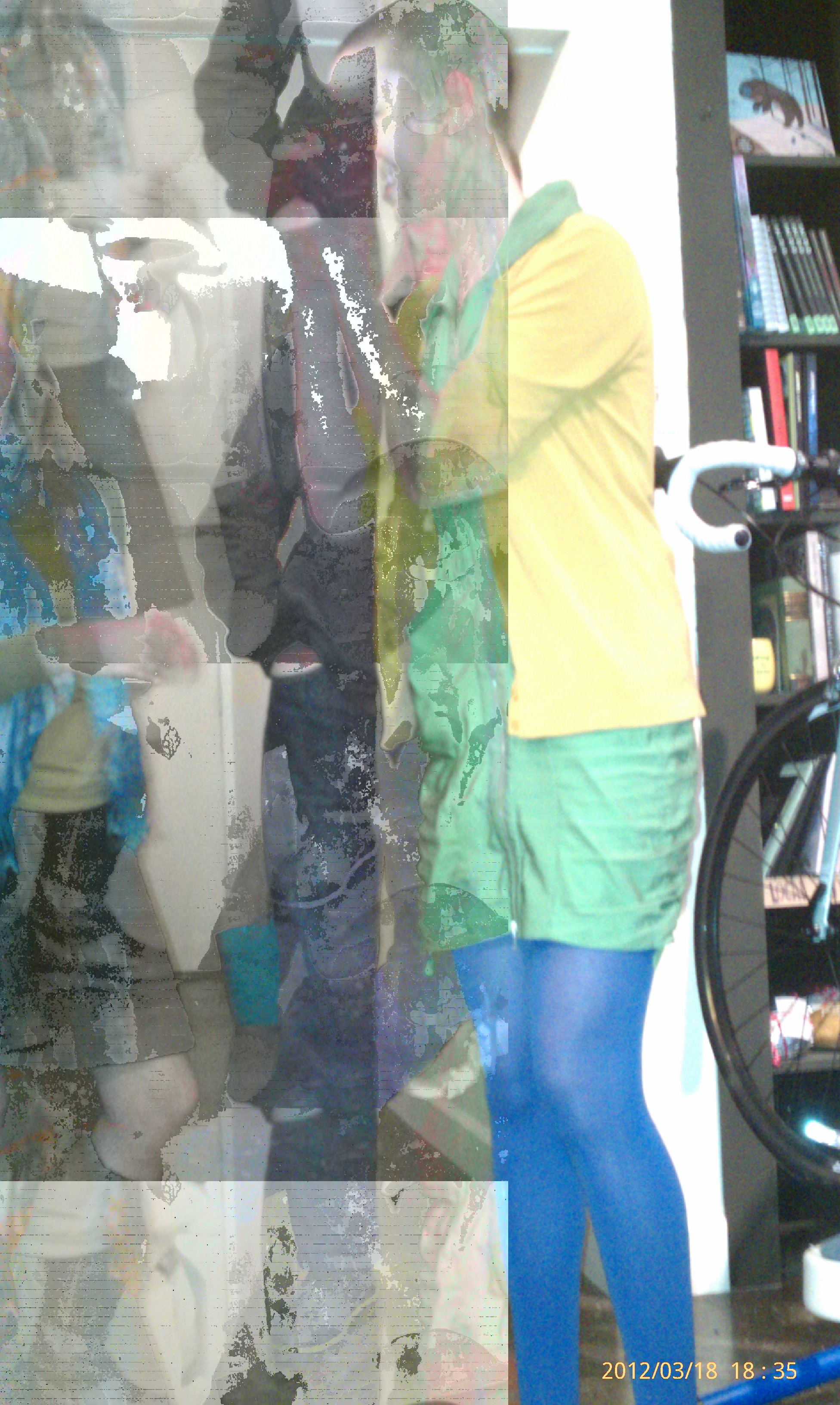
Спотворення при обробці зображення (смартфон HTC EVO).

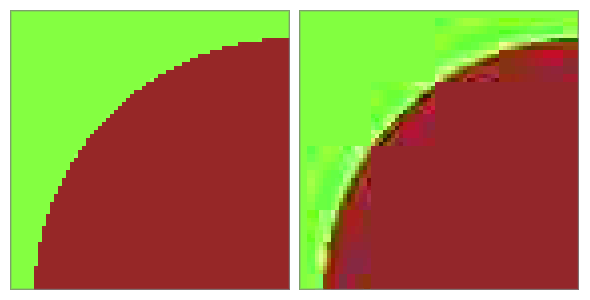
Блочні та кільцеві артефакти стиску. На вихідному зображенні помітна пікселізація.

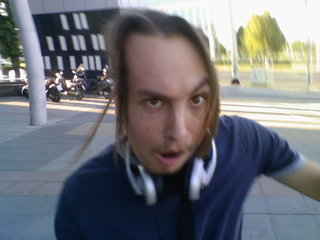
Rolling shutter - викривлення зображення внаслідок руху камери.

Цифрові артефакти можуть з'явитися внаслідок перебоїв у роботі обладнання чи його пошкодження, певних властивостей обладнання, відмови програмного забезпечення, перешкод при передаванні сигналу або внаслідок використання певних технологій обробки чи фіксації даних.
- Апаратні артефакти — пошкодження даних внаслідок відмови апаратного забезпечення. Візуальні артефакти в комп'ютерній графіці можуть бути спричинені відмовами апаратного забезпечення, зокрема процесору, мікросхеми оперативної пам'яті, шлейфів тощо. Причиною відмови можуть бути: фізичне пошкодження, перегрів, недостатня електрична напруга (іноді внаслідок оверклокінгу графічного процесора) тощо. До апаратних артефактів належать зокрема texture corruption та T-vertices у тривимірній графіці, пікселізація в стисненому відео формату MPEG.

- Програмні артефакти — пошкодження даних внаслідок відмови програмного забезпечення. Відмова програмного забезпечення може бути наслідком баґів в алгоритмах: через баґи кодеків при кодуванні чи декодуванні привносяться артефакти в аудіо та відео; поганий генератор псевдовипадкових чисел привнесе артефакти в моделі статистичного дослідження.

- Артефакти стиснення — небажана інформація може з'являтися внаслідок використання стиснення з втратою даних, наприклад, блокові артефакти внаслідок використання алгоритмів компресії JPEG та MPEG. Артефакти стиснення залежні від ступеню стиску і зменшуються із його зніженням, тобто цей різновид артефактів є контрольованим.

- Аліасинг — ефект, що призводить до накладання, або нечіткості безперервних сигналів при їхній дискретизації. В комп'ютерній графіці аліасинг виявляється у вигляді пікселізації.

- Rolling shutter — це лінійне сканування рухомого об'єкта, що рухається зашвидко для фотофіксації цілісного зображення CMOS-сенсором камери. На відміну від CCD-матриць, які фіксують зображення повнокадрово, CMOS-сенсори фіксують зображення порядково, отже при зніманні рухомих об'єктів виявляється запізнення зображення. Візуально виглядає як плавне викривлення об'єкта, а якщо при зніманні зашвидко рухається не об'єкт, а камера, перекривляється все зображення.

- Цифрова стеганографія — впровадження додаткової інформації в цифрові об'єкти[2], що використовується для приховування не лише самої інформації, а й факту її існування. Подібне включення секретної інформації викликає певні спотворення цих об'єктів, тобто являє собою навмисно створені цифрові артефакти в медійній інформації. Програми для стеганоаналізу можуть виявляти в медійних файлах типові артефакти, що виникають при використанні стеганографії.[3]

### За типом інформації
Залежно від типу даних, що зазнають пошкодження, виділяють цифрові артефакти:
- Візуальні — артефакти візуальної інформації, також окремо виділяють графічні артефакти (артефакти зображень), артефакти відео та артефакти 3d-графіки.
- Звукові — артефакти аудіо.

## У медичній діагностиці
Артефакти в ультразвуковій діагностиці — це поява на зображенні неіснуючих структур і відсутність існуючих, неправильне розміщення, яскравість, обриси чи розміри структур. Основні причини появи артефактів в результатах УЗД:
- принципові обмеження діагностичних можливостей методу;
- акустичні ефекти під час проходження ультразвукових хвиль через тканини організму;
- методичні похибки в процесі дослідження;
- невірна інтерпретація отриманих даних.[4]